# Dataverse
Dataverse — совокупность репозиториев с открытыми научными данными, работающими на программном обеспечении Dataverse. Предназначен для публикации, цитирования, скачивания и анализа данных различных исследований.

## История
Разработка программного обеспечения DVN началась в 2006 году в Институте количественных социальных наук Гарвардского университета.
По данным на 2011 год Dataverse в 2007 году обеспечивает доступ к более чем 37000 исследований (каждое со своим описанием, документацией и наборами данных), включаюзих в себя более 600 000 файлов (порядка 1-2 ТБ), распределенных по сотням Dataverse.

## Особенности
Согласно Mercè Crosas (2011) у системы Dataverse можно выделить несколько особенностей:
- Стимулы для обмена данными: признание, видимость, право собственности
- Неизменность ссылки и метаданных
- Фиксация формата для постоянства и успешной репликацию
- Возможность создания режима ограниченного доступа
- Функции по защите конфиденциальных данных авторов
- Функции по обнаружению структурированных данных
- Возможность выборки и анализа только части данных
- Простота использования и обслуживания
- Совместимость с другими репозиториями